# Brochet MB-110
Le Maurice Brochet MB-110 était un avion de tourisme quadriplace français resté au stade prototype.
Maurice Brochet entreprit en juillet 1954 l’étude d’une version quadriplace de ses monoplans MB-80 et MB-100. Un marché d'état pour deux exemplaires fut notifié le 23 octobre et la construction lancée en septembre.
Le prototype se distinguait du Brochet MB-120 par un fuselage plus fin, une voilure comportant une section centrale rectangulaire d’épaisseur constante coiffée par des plans externes trapézoïdaux d’épaisseur décroissante et des ailerons équipés d’un trim-tab. Équipé d'un moteur SNECMA-Régnier 4L de 170 ch, il effectua son premier vol le 12 mars 1956 à Chavenay, piloté par Jean Melleton. Les deux appareils furent achevés (F-BDKE/F), livrés et certifiés, puis on en resta là. La mode était aux monoplans à aile basse. Ce fut le dernier avion Brochet.

## Sources
1. 1 2  « Avions Maurice Brochet Neauphle Le Chateau », sur avions.brochet.free.fr (consulté le 11 avril 2023).